# Bryconops
Bryconops é um gênero de peixes caracídeos sul-americanos de água doce.

## Espécies
- Bryconops affinis (Günther, 1864)
- Bryconops alburnoides Kner, 1858
- Bryconops caudomaculatus (Günther, 1864)
- Bryconops colanegra Chernoff & Machado-Allison, 1999
- Bryconops colaroja Chernoff & Machado-Allison, 1999
- Bryconops collettei Chernoff & Machado-Allison, 2005
- Bryconops cyrtogaster (Norman, 1926)
- Bryconops disruptus Machado-Allison & Chernoff, 1997
- Bryconops durbini (C. H. Eigenmann, 1908)
- Bryconops giacopinii (Fernández-Yépez, 1950)
- Bryconops gracilis (C. H. Eigenmann, 1908)
- Bryconops humeralis Machado-Allison, Chernoff & Buckup, 1996
- Bryconops imitator Chernoff & Machado-Allison, 2002
- Bryconops inpai Knöppel, Junk & Géry, 1968
- Bryconops magoi Chernoff & Machado-Allison, 2005
- Bryconops melanurus (Bloch, 1794)
- Bryconops munduruku C. S. de Oliveira, Canto & F. R. V. Ribeiro, 2015[2]
- Bryconops piracolina Wingert & L. R. Malabarba, 2011[3]
- Bryconops tocantinensis Guedes, E. F. de Oliveira & P. H. F. Lucinda, 2016[4]
- Bryconops transitoria (Steindachner, 1915)
- Bryconops vibex Machado-Allison, Chernoff & Buckup, 1996